# Wimbledon 2025
Wimbledon 2025 byl 138. ročník třetího tenisového grandslamu sezóny a 57. v otevřené éře. Probíhal mezi 30. červnem a 13. července 2025 v londýnském All England Lawn Tennis and Croquet Clubu. Konal se na profesionálních okruzích mužů ATP Tour a žen WTA Tour.
Jediný grandslam na trávě organizovaly Mezinárodní tenisová federace s All England Clubem. V roce 2025 byla zavedena  digitální technologie elektronického hlášení míčů namísto čárových rozhodčích, čímž se turnaj stal třetím takovým majorem po US Open a Australian Open. Od roku 2021 byl ředitelem turnaje Jamie Baker a od roku 2024 vrchní rozhodčí Denise Parnellová, jako první žena v této funkci.
Singlové soutěže ovládli poprvé zástupci italského a polského tenisu, světová jednička Jannik Sinner z Itálie a čtyřka Iga Świąteková
z Polska, která ve finále neztratila žádný game. V mužské čtyřhře triumfovali Julian Cash s Lloydem Glasspoolem jako první britský pár od roku 1936. V ženském deblu zvítězily Veronika Kuděrmetovová s Belgičankou Elise Mertensovou. Trofej ve smíšené soutěži vybojovali Nizozemec Sem Verbeek s Češkou Kateřinou Siniakovou, která vyhrála první mixový grandslam z celkem jedenácti titulů v této kategorii. 

## 138. ročník

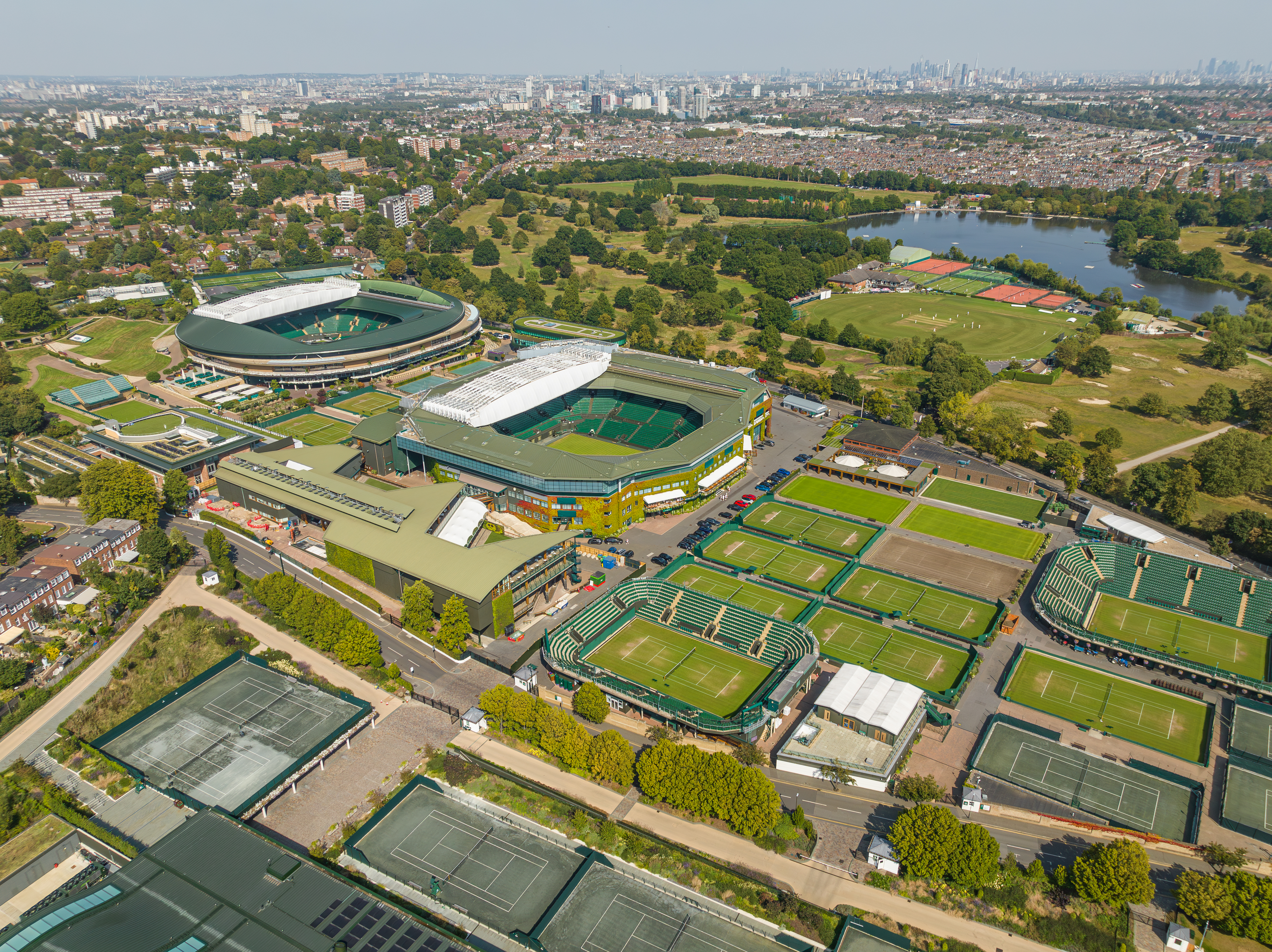
V pozadí No. 1 Court (vlevo), před ním Centre Court (ve středu), dvorec s tribunami (dole) No. 3 Court a s ochozy No. 2 Court (zcela vpravo).

138. ročník Wimbledonu se tradičně konal v londýnském All England Lawn Tennis and Croquet Clubu. Premiérový ročník se uskutečnil v roce 1877. Na novou adresu v ulici Church Road se oddíl přestěhoval roku 1922. V důsledku invaze Ruska na Ukrajinu na konci února 2022 řídící organizace tenisu ATP, WTA a ITF s grandslamy rozhodly, že ruští a běloruští tenisté mohli dále na okruzích startovat, ale do odvolání nikoli pod vlajkami Ruska a Běloruska.

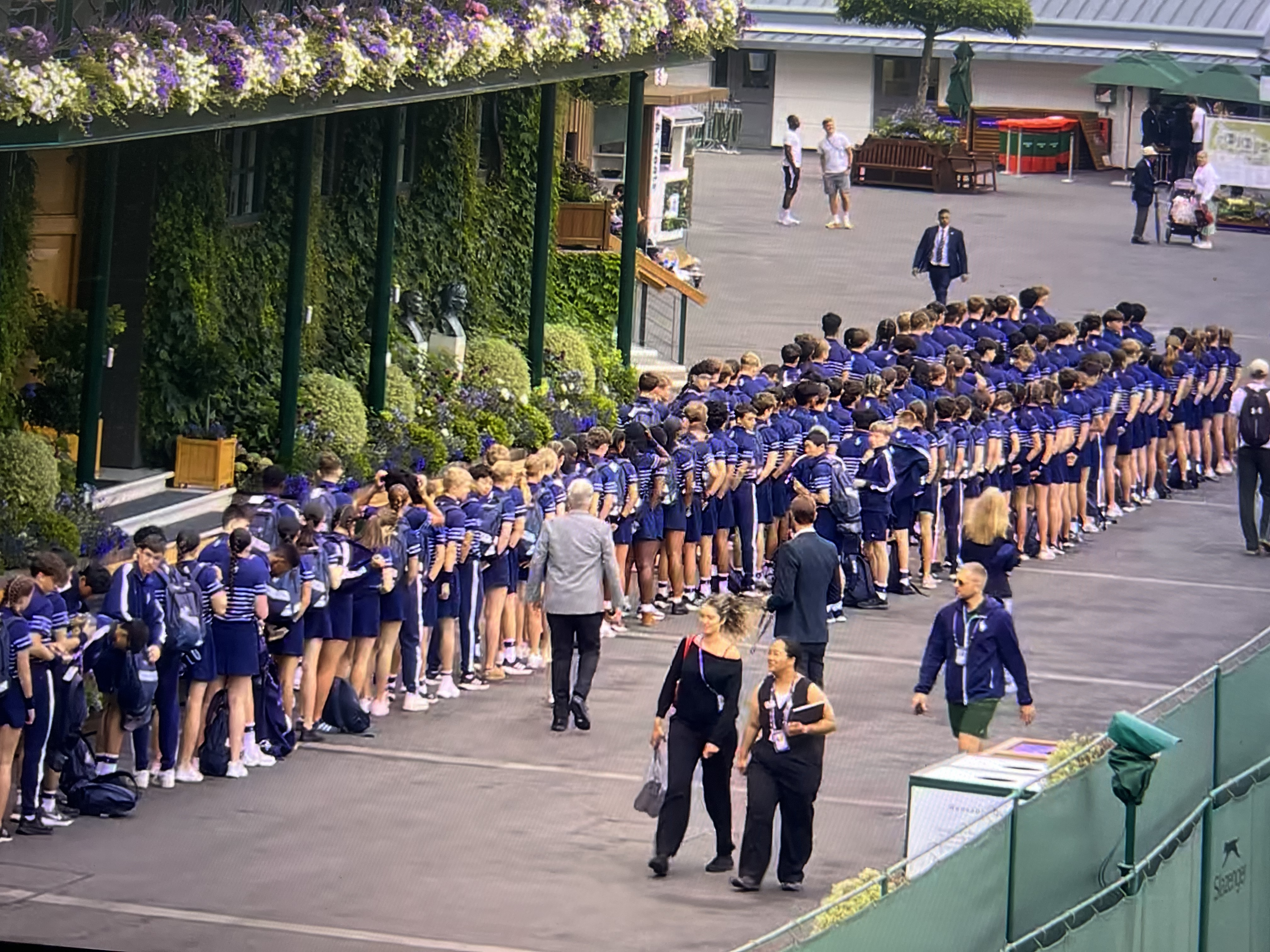
Sběrači míčů před odchodem na dvorce

Grandslam se konal mezi 30. červnem až 13. červencem 2025. Zahrnoval soutěže mužské i ženské dvouhry, mužskou, ženskou a smíšenou čtyřhru, singly i debly juniorů a juniorek do 14 let a do 18 let v kategorii Grade A (5.–13. července). V rámci okruhu handikapovaných UNIQLO Tour probíhaly také soutěže vozíčkářů a kvadruplegiků, zařazené do kategorie Grand Slamu (8.–13. července). Na programu byly i soutěže čtyřher mužských, ženských a smíšených legend. Hlavním soutěžím předcházely čtyřdenní singlové kvalifikace. V rozhodujících setech zápasů následoval za stavu gamů 6–6 tiebreak do 10 bodů, s minimálně dvoubodovým rozdílem. Zahájení finále dvouher byla posunuta o dvě hodiny, z tradiční 14. na 16. hodinu, ve shodě se zbylými grandslamy.
Z celkového počtu třiceti osmi travnatých dvorců grandslam využil osmnáct (centr a kurty č. 1–18, vyjma č. 13). Třemi největšími stadiony byly centrální dvorec s kapacitou 14 979 diváků, kurt č. 1 pro 12 345 osob a dvorec č. 2 pro 4 tisíce návštěvníků. Zbylých dvacet dvorců v severně položeném Aorangi Parku a Southlands College sloužilo k tréninkovým účelům. Oficiálním tréninkovým centrem se v roce 2024 stalo zrekonstruované Komunitní tenisové středisko na vnitřním předměstí Raynes Park u Wimbledonu, čítající šestnáct travnatých a devět tvrdých dvorců. Budova hráčských šaten prošla rekonstrukcí včetně modernizace venkovních teras. Oficiální míče dodala firma Slazenger, jejíž spolupráce s klubem od roku 1902 znamenala nejdelší partnerství v historii sportovního vybavení. Jestřábí oko pro elektronickou kontrolu dopadu míčů, používané od roku 2006, bylo instalováno na všechny dvorce. V roce 2025 čárové rozhodčí nahradila digitální technolgie elektronického hlášení míčů.
Oficiální plakát ročníku vytvořila britská grafička Sarah Maddenová. Poster zobrazil klasický motiv „tenisu v anglické zahradě“, s centrkurtem plným diváků zasazeným mezi květiny. Vysílací práva ve Spojeném království vlastni veřejnoprávní stanice BBC. Společnost Warner Bros. Discovery zprostředkovala přenos v Evropě prostřednictvím stanic a streamovacích služeb Eurosport, Max, HBO Max, TNT Sports a discovery+. Vysílací práva ve Spojených státech amerických držela ESPN.
Ve druhé polovině července 2025 zamítl Vrchní soud Velkého Londýna odvolání odpůrců rozšíření wimbledonského areálu, když All England Club avizoval úmysl rozšířit areál o 39 dvorců, které by umožnily přesunout kvalifikace z 6 kilometrů vzdáleného Roehamptonu do All England Clubu.

## Vítězové
Mužskou dvouhru vyhrál první muž žebříčku Jannik Sinner jako první italský vítěz wimbledonské dvouhry bez ohledu na pohlaví. Získal tak čtvrtý kariérní grandslam. Ve 23 letech byl nejmladším tenistou otevřené éry, který postoupil do čtvrtého grandslamového finále v řadě, a po Courierovi druhým nejmladším, jenž zkompletoval finále na všech grandslamech.
V ženské dvouhře zvítězila Iga Świąteková, která vybojovala šestý grandslamový titul, první kariérní na trávě a navázala na triumf z wimbledonské juniorky. V otevřené éře vyhrála i šesté grandslamové finále, což se před ní podařilo jen Courtové, Selešové a Federerovi. Singlovou wimbledonskou trofej vybojovala jako první polský tenista. Ve finále neztratila žádný game, čímž zopakovala výsledek závěrečného zápasu z roku 1911.
V deblové soutěži mužů získali trofej Julian Cash s Lloydem Glasspoolem. Ziskem premiérových kariérních grandslamů se stali prvním vítězným párem Britů od roku 1936. Ve čtvrtfinále odvrátili tři mečboly. Z osmnácti utkání travnaté sezóny odešli poraženi pouze jednou.
V ženské čtyřhře triumfovaly Veronika Kuděrmetovová s Belgičankou Elise Mertensovou. Z okruhu WTA Tour si odvezly čtvrtou společnou trofej. Mertensová navázala na triumf z roku 2021 a vyhrála pátý grandslam. Pro Kuděrmetovovou to byla první kariérní trofej z „turnajů velké čtyřky“.
Smíšenou čtyřhru ovládli Nizozemec Sem Verbeek s Češkou Kateřinou Siniakovou. První společnou účast v mixu proměnili v premiérové kariérní tituly z grandslamové smíšené soutěže. Siniaková na majorech držela i deset titulů z ženské čtyřhry.

### Galerie vítězů

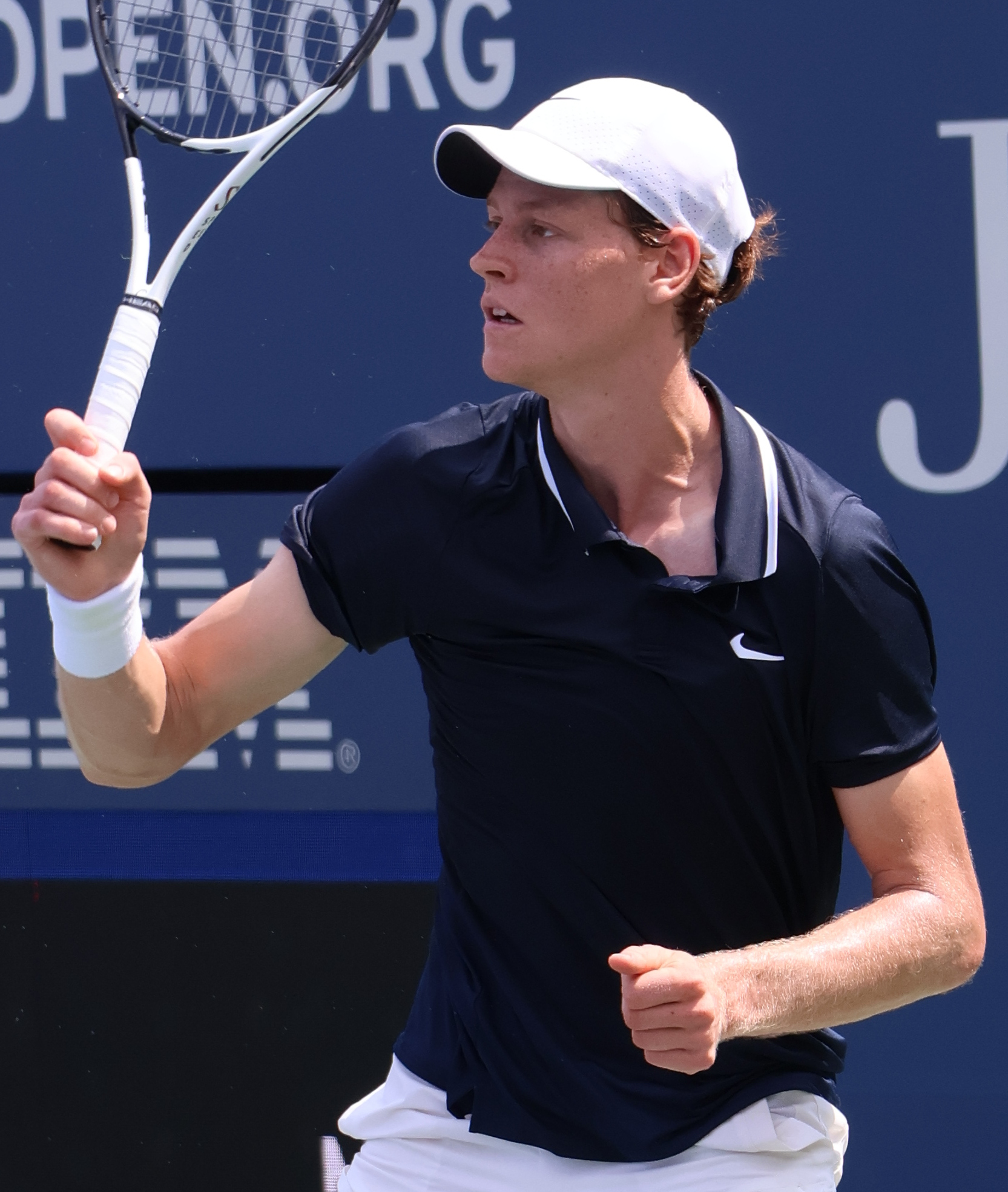
Jannik Sinner mužská dvouhra
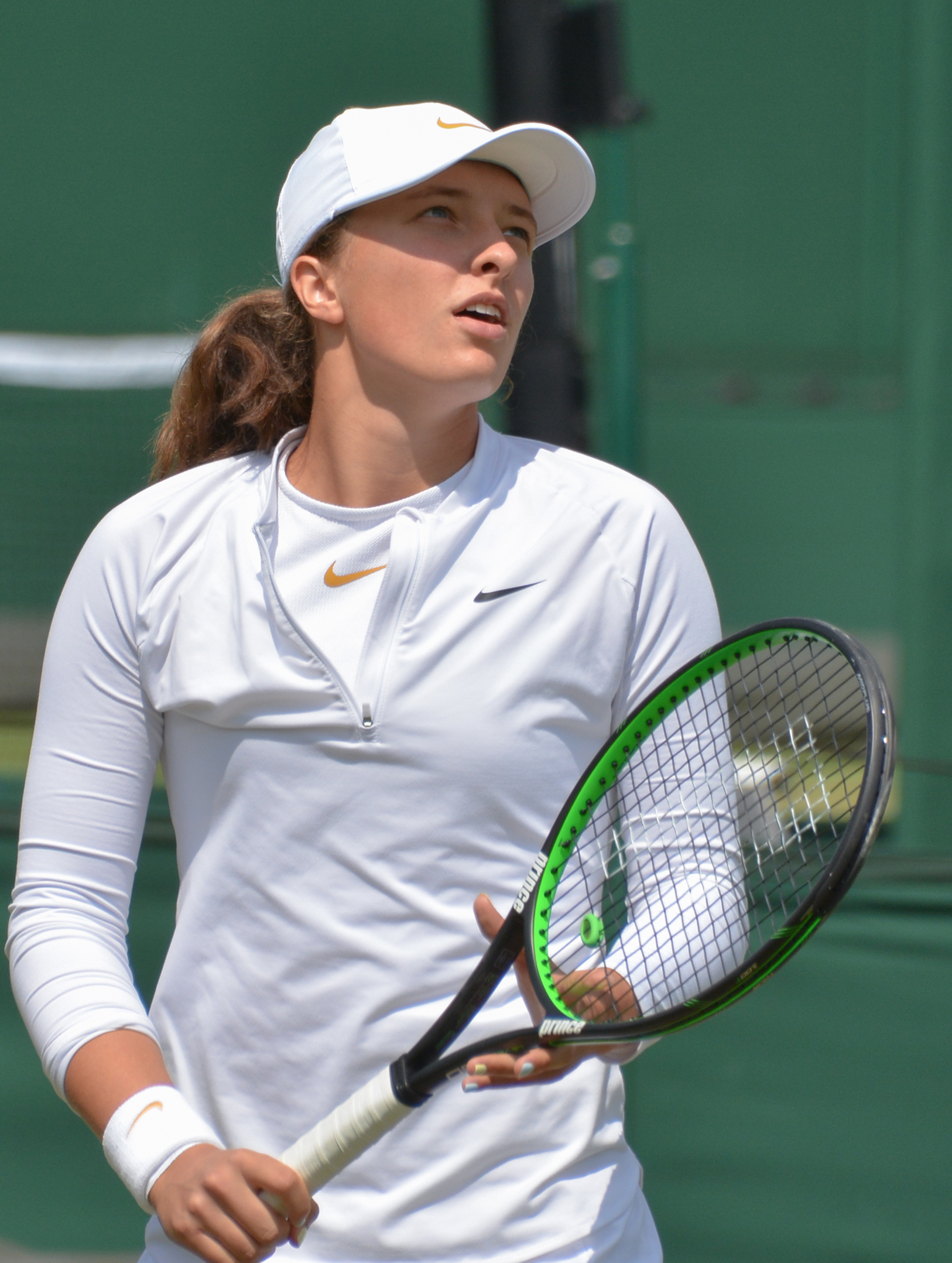
Iga Świąteková ženská dvouhra
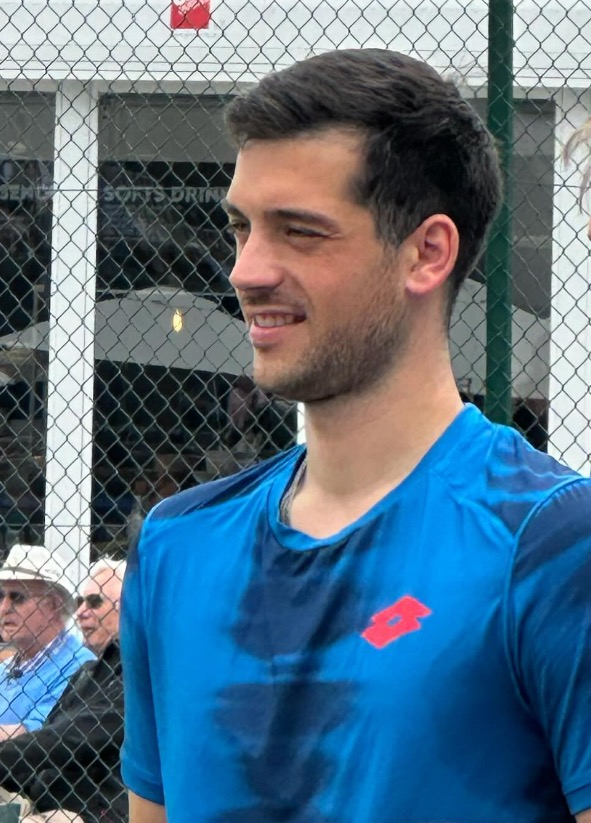
Julian Cash mužská čtyřhra
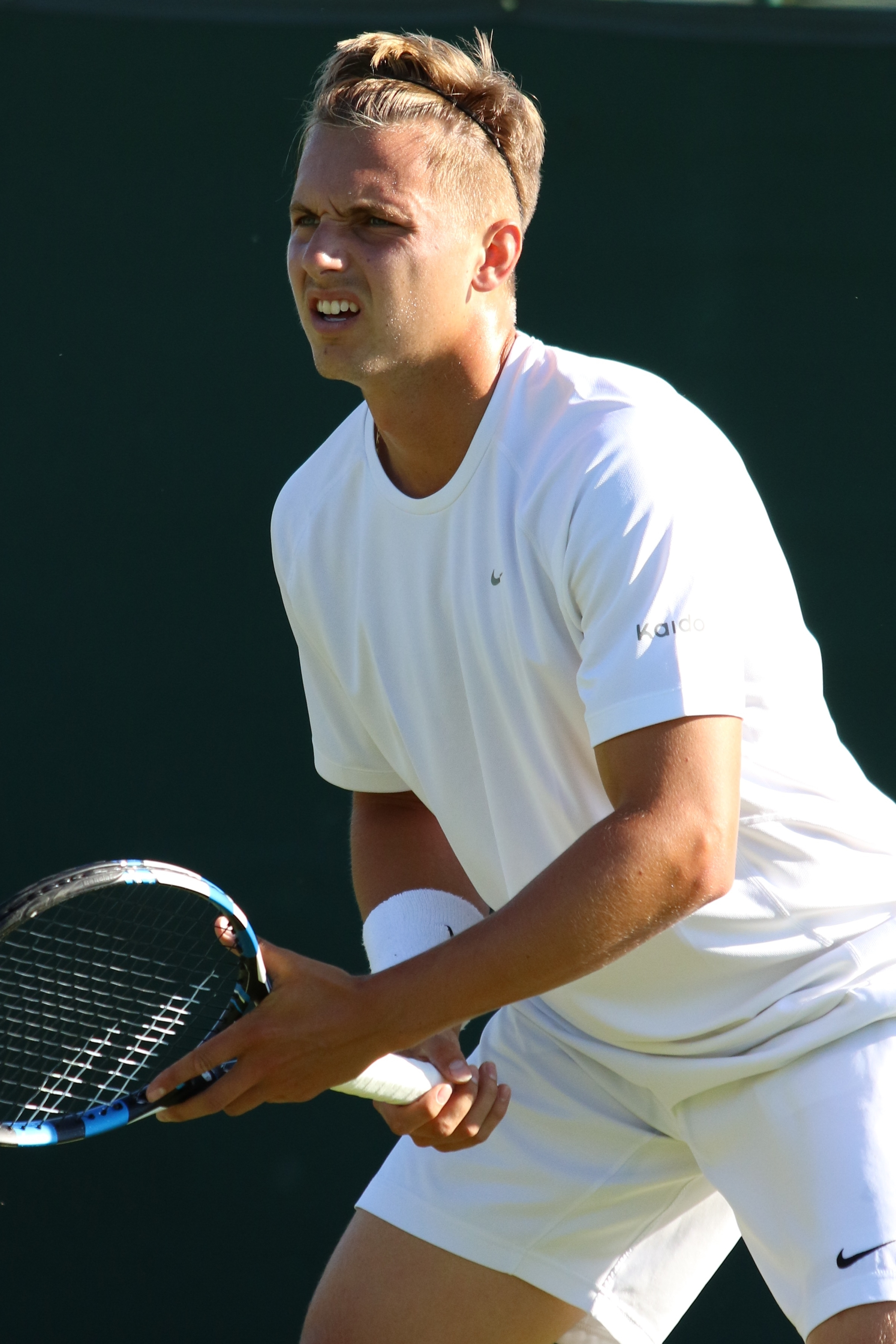
Lloyd Glasspool mužská čtyřhra
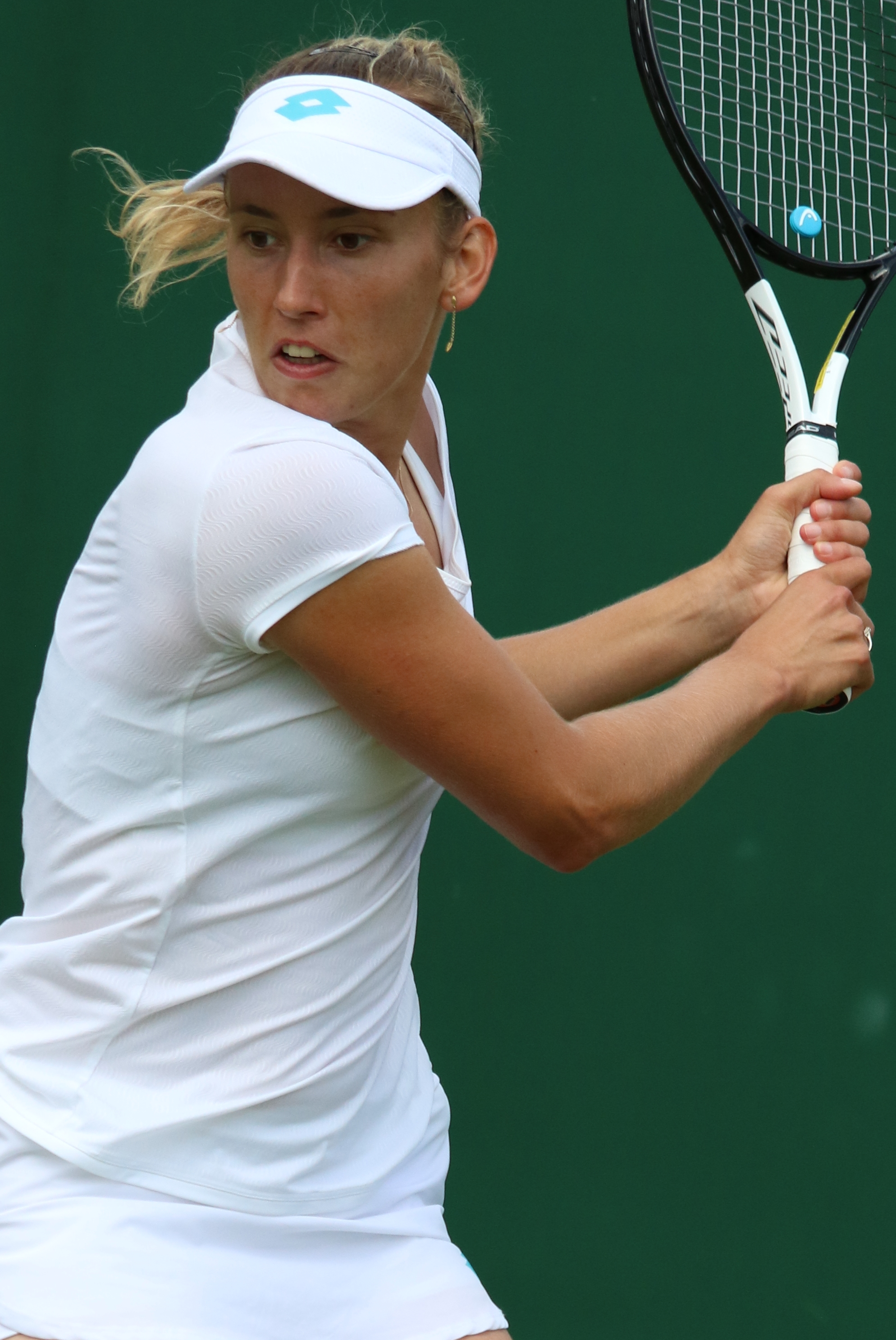
Elise Mertensová ženská čtyřhra
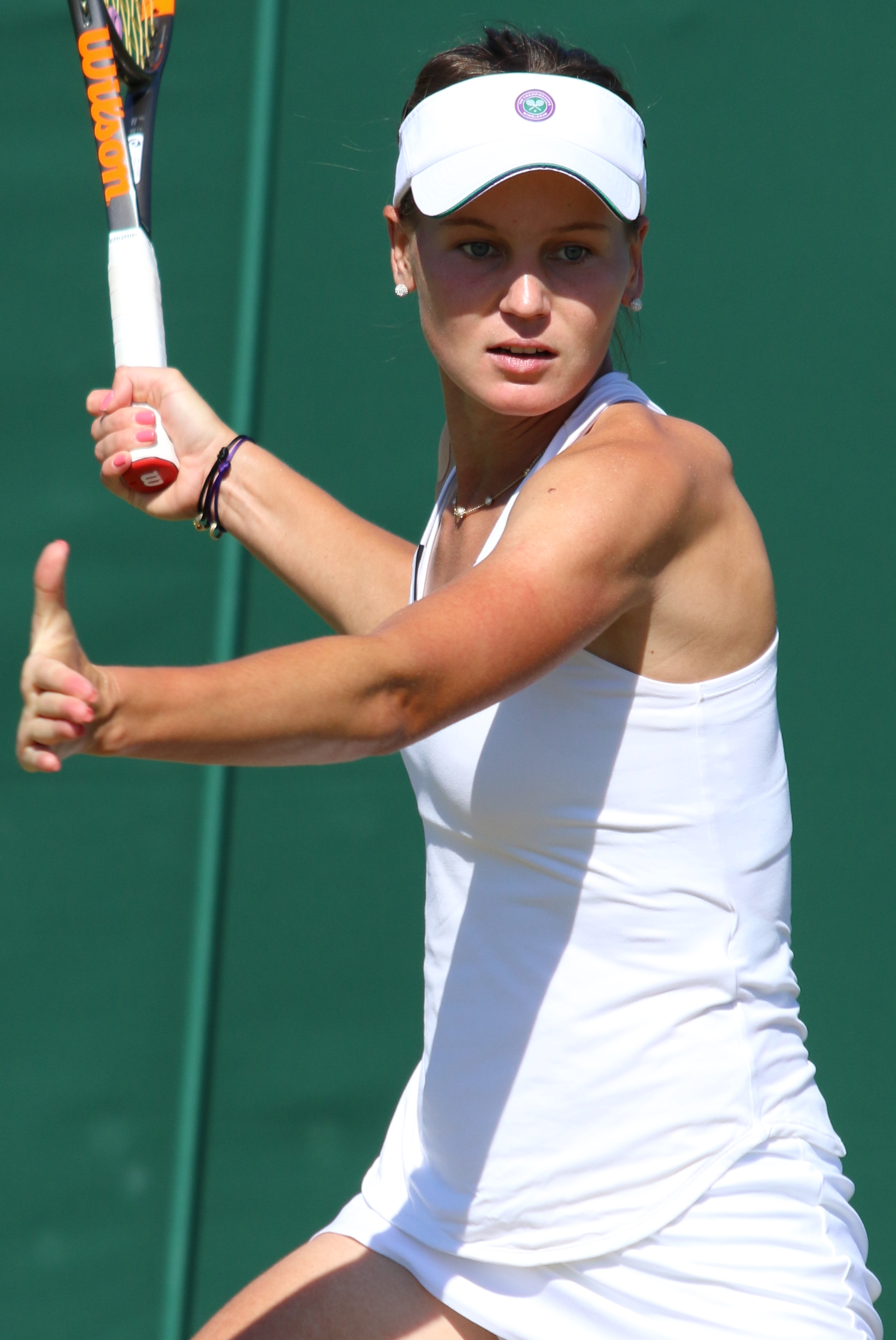
Veronika Kuděrmetovová ženská čtyřhra
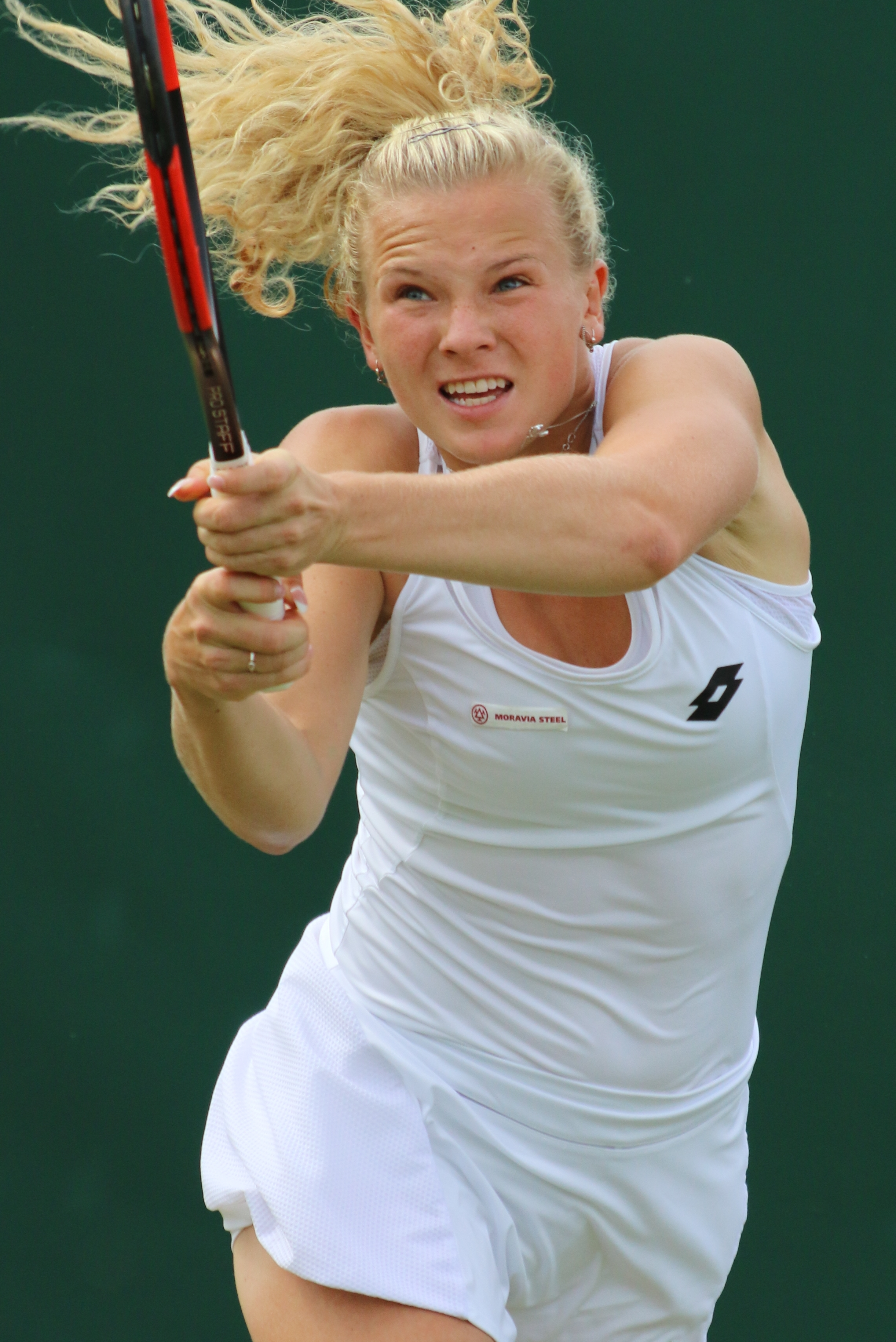
Kateřina Siniaková smíšená čtyřhra
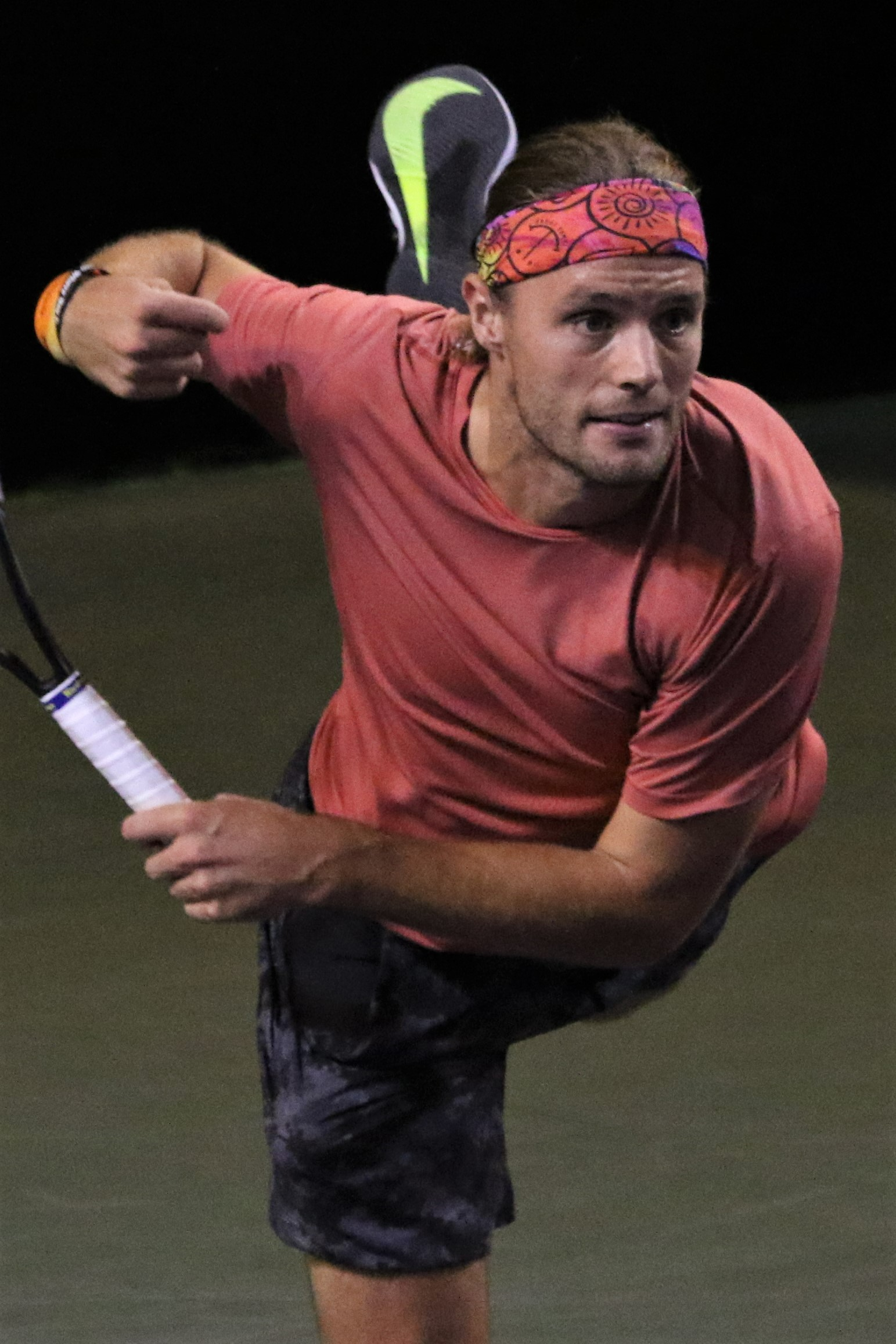
Sem Verbeek smíšená čtyřhra

## Dotace turnaje
Celková dotace Wimbledonu 2025 činila 53 500 000 liber, což představovalo meziroční nárůst o 7 %. Vyřazení v prvních kolech dvouhry obdrželi 66 tisíc liber, znamenající navýšení vůči roku 2024 o 10 %. Vítězové získali 3 miliony liber, o 11 % vyšší částku než v předchozím ročníku.
| Soutěž                | vítězové    | finalisté   | semifinalisté | čtvrtfinalisté | 16 v kole | 32 v kole | 64 v kole | 128 v kole | Q3       | Q2       | Q1       |
| --------------------- | ----------- | ----------- | ------------- | -------------- | --------- | --------- | --------- | ---------- | -------- | -------- | -------- |
| Dvouhra mužů a žen    | 3 000 000 £ | 1 520 000 £ | 775 000 £     | 400 000 £      | 240 000 £ | 152 000 £ | 99 000 £  | 66 000 £   | 41 500 £ | 26 000 £ | 15 500 £ |
| Čtyřhra mužů a žen    | 680 000 £   | 345 000 £   | 174 000 £     | 87 500 £       | 43 750 £  | 26 000 £  | 16 500 £  | —          | —        | —        | —        |
| Smíšená čtyřhra       | 135 000 £   | 68 000 £    | 34 000 £      | 17 500 £       | 9 000 £   | 4 500 £   | —         | —          | —        | —        | —        |
| Dvouhra vozíčkářů     | 68 000 £    | 36 000 £    | 24 000 £      | 16 250 £       | 10 750 £  | —         | —         | —          | —        | —        | —        |
| Čtyřhra vozíčkářů     | 30 000 £    | 15 000 £    | 9 000 £       | 5 500 £        | —         | —         | —         | —          | —        | —        | —        |
| Dvouhra kvadruplegiků | 68 000 £    | 36 000 £    | 24 000 £      | 16 250 £       | —         | —         | —         | —          | —        | —        | —        |
| Čtyřhra kvadruplegiků | 28 000 £    | 14 000 £    | 9 000 £       | —              | —         | —         | —         | —          | —        | —        | —        |

Vysvětlivky
1. 1 2 3  Poražení v 1.–3. kole kvalifikace
2. 1 2 3 4  Částky v soutěžích čtyřher jsou uváděny na pár.

## Bodové hodnocení
Rozpis bodů do žebříčků ATP, WTA a ITF juniorů a vozíčkářů.
| Soutěž                | vítězové | finalisté | semifinalisté | čtvrtfinalisté | 16 v kole | 32 v kole | 64 v kole | 128 v kole | QV | Q3 | Q2 | Q1 |
| --------------------- | -------- | --------- | ------------- | -------------- | --------- | --------- | --------- | ---------- | -- | -- | -- | -- |
| Dvouhra mužů          | 2000     | 1300      | 800           | 400            | 200       | 100       | 50        | 10         | 30 | 16 | 8  | 0  |
| Čtyřhra mužů          | 2000     | 1200      | 720           | 360            | 180       | 90        | 0         | —          | —  | —  | —  | —  |
| Dvouhra žen           | 2000     | 1300      | 780           | 430            | 240       | 130       | 70        | 10         | 40 | 30 | 20 | 2  |
| Čtyřhra žen           | 2000     | 1300      | 780           | 430            | 240       | 130       | 10        | —          | —  | —  | —  | —  |
| Dvouhra juniorů       | 1000     | 700       | 490           | 300            | 180       | 90        | 25        | —          | —  | —  | —  | —  |
| Dvouhra juniorek      | 1000     | 700       | 490           | 300            | 180       | 90        | 25        | —          | —  | —  | —  | —  |
| Čtyřhra juniorů       | 750      | 525       | 367           | 225            | 135       | —         | —         | —          | —  | —  | —  | —  |
| Čtyřhra juniorek      | 750      | 525       | 367           | 225            | 135       | —         | —         | —          | —  | —  | —  | —  |
| Dvouhra vozíčkářů     | 800      | 500       | 375           | 200            | 100       | —         | —         | —          | —  | —  | —  | —  |
| Dvouhra kvadruplegiků | 800      | 500       | 375           | 200            | 100       | —         | —         | —          | —  | —  | —  | —  |
| Čtyřhra vozíčkářů     | 800      | 500       | 375           | 100            | —         | —         | —         | —          | —  | —  | —  | —  |
| Čtyřhra kvadruplegiků | 800      | 500       | 375           | 100            | —         | —         | —         | —          | —  | —  | —  | —  |

Vysvětlivky
1. ↑  Vítěz kvalifikačního kola postupující do dvouhry. Kvalifikantům se v případě prohry v prvním kole dvouhry započetla vyšší hodnota bodů za výhru v kvalifikaci namísto bodů určených pro poražené v úvodu dvouhry.
2. 1 2 3  Poražení v 1.–3. kole kvalifikace

## Přehled finále

### Mužská dvouhra
- Jannik Sinner  vs.  Carlos Alcaraz, 4–6, 6–4, 6–4, 6–4

### Ženská dvouhra
- Iga Świąteková vs.  Amanda Anisimovová, 6–0, 6–0

### Mužská čtyřhra
- Julian Cash /  Lloyd Glasspool vs.  Rinky Hijikata /  David Pel, 6–2, 7–6(7–3)

### Ženská čtyřhra
- Veronika Kuděrmetovová /  Elise Mertensová vs.  Sie Šu-wej /  Jeļena Ostapenková, 3–6, 6–2, 6–4

### Smíšená čtyřhra
- Sem Verbeek /  Kateřina Siniaková vs.  Joe Salisbury /  Luisa Stefaniová, 7−6(7−3), 7−6(7−3)

### Dvouhra juniorů
- Ivan Ivanov vs.  Ronit Karki, 6–2, 6–3

### Dvouhra juniorek
- Mia Pohánková vs.  Julieta Parejová, 6–3, 6–1

### Čtyřhra juniorů
- Oskari Paldanius /  Alan Ważny  vs.  Oliver Bonding /  Jagger Leach, 5–7, 7–6(8–6), [10–5]

### Čtyřhra juniorek
{{Podrobně|Wimbledon 2025 – čtyřhra juniorek}
- Kristina Peničková /  Vendula Valdmannová vs.  Thea Frodinová /  Julieta Parejová, 6–4, 6–2

### Dvouhra juniorů do 14 let
- Moritz Freitag vs.  Rafael Pagonis, 4–6, 6–1, [10–4]

### Dvouhra juniorek do 14 let
- Sakino Mijazawová vs.  Sofija Bielinská, 3–6, 7–5, [10–5]

### Dvouhra vozíčkářů
- Tokito Óda vs.  Alfie Hewett, 3–6, 7–5, 6–2

### Dvouhra vozíčkářek
- Wang C'-jing vs.  Jui Kamidžiová, 6–3, 6–3

### Čtyřhra vozíčkářů
- Martín de la Puente /  Ruben Spaargaren vs.  Alfie Hewett /  Gordon Reid, 7–6(7–1), 7–5

### Čtyřhra vozíčkářek
- Li Siao-chuej /  Wang C'-jing vs.  Angélica Bernalová /  Ksénia Chasteauová, 6–3, 6–1

### Dvouhra kvadruplegiků
- Niels Vink vs.  Sam Schröder, 6–3, 6–3

### Čtyřhra kvadruplegiků
- Guy Sasson /  Niels Vink vs.  Donald Ramphadi /  Gregory Slade, 6–0, 6–2

### Mužská čtyřhra legend
- Bob Bryan /  Mike Bryan vs.  Lleyton Hewitt /  Mark Philippoussis, 6–1, 5–7, [10–3]

### Ženská čtyřhra legend
- Cara Blacková /  Martina Hingisová vs.  Dominika Cibulková /  Barbora Strýcová, 6–2, 6–3

### Smíšená čtyřhra legend
- Thomas Johansson /  Katie O'Brienová vs.  Sébastien Grosjean /  Iva Majoliová, 6–2, 6–2